# ابوالحسن ندیم
ابوالحسن ندیم (۲۰ دی ۱۳۰۷ – ۴ دی ۱۴۰۳) پزشک، اپیدمیولوژیست، انگل‌شناس و عضو فرهنگستان علوم پزشکی ایران بود. وی در ۴ دی ۱۴۰۳ در سن ۹۵ سالگی درگذشت.

## زندگی
ابوالحسن ندیم در سال ۱۳۰۷ هجری شمسی در تهران متولد شد. پس از گذراندن دوران ابتدایی و دبیرستان تحصیلات پزشکی خود را در سال ۱۳۲۶ آغاز نمود و پس از اخذ مدرک دکترای پزشکی از دانشکده پزشکی دانشگاه تهران و انجام خدمت وظیفه عمومی عمده فعالیت خود را از سال ۱۳۳۴ با گذراندن دوره یکساله اپیدمیولوژی آغاز نمود. دکتر ندیم در ادامه تحصیلات خود در سال ۱۳۴۰ ادامه داد. وی در این هنگام ریاست درمانگاهی گروه انگل‌شناسی دانشکده پزشکی دانشگاه تهران را عهده‌دار بود. وی در ادامه تحصیلات خود در سال ۱۳۴۰ موفق به کسب دیپلم بیماری‌های گرمسیری و بهداشت از دانشکده بهداشت و بیماری‌های گرمسیری لندن شد و در سال بعد با طی دوره انگل‌شناسی و حشره‌شناسی عملی، دیپلم این دوره را در سال ۱۳۴۱ از دانشگاه لندن کسب و سپس به کشور مراجعت نمود. در همین سال موفق به کسب رتبه دانشیاری در رشته انگل‌شناسی دانشکده پزشکی دانشگاه تهران شد. وی در سال ۱۳۷۸ به درجه علمی استادی اپیدمیولوژی دانشگاه بهداشت، دانشگاه علوم پزشکی تهران نائل آمد. نامبرده در سال ۱۳۷۷ بازنشسته شد.

### کودکی
وی خود چنین می‌گوید: «من در دی ماه ۱۳۰۷ در یکی از محلات قدیمی تهران به نام بازارچه نایب السلطنه که امروز هم به همان نام است متولد شدم. من کوچکترین فرزند خانواده بودم. پدرم که تاجر پارچه بود با تسلطی که بر ادبیات و علوم دینی و عربی داشت معلم مدرسه «صدر» بود. شعر نیز می‌گفته و تخلص او در اشعارش «ندیم» بود و نام فامیل خود را در زمانی که انتخاب نام خانوادگی اجباری شده بود، همان «ندیم» قرار داده بود. اما متأسفانه ایشان وقتی که من هنوز یک سال بیشتر نداشتم از دنیا رفتند.»

## تحصیلات رسمی و حرفه‌ای
ابوالحسن ندیم پس از گذراندن دوران ابتدایی و دبیرستان تحصیلات پزشکی خود را در سال ۱۳۲۶ آغاز نمود. پس از اخذ مدرک دکترای پزشکی از دانشکده پزشکی دانشگاه تهران و انجام خدمت وظیفه عمومی عمده فعالیت خود را از سال ۱۳۳۴ با گذراندن دوره یکساله اپیدمیولوژی آغاز نمود. از سال ۱۳۳۵ ضمن آغاز دوره چهارساله دستیاری و تخصصی انگل‌شناشی در دانشگاه تهران، به عنوان اپیدمیولوژیست مسئول ایستگاه تحقیقات پزشکی سبزوار در انستیتو مالاریولوژی مشغول به کار شد. سپس فعالیت‌های خود را به عنوان اپیدمیولوژیست در طرح مبارزه با بیماری‌های منطقه بوسیله بندپایان در انستیتومالاریولوژی، پارازیتولوژی تا سال ۱۳۴۰ ادامه داد. دکتر ندیم در سال ۱۳۴۰ موفق به کسب دیپلم بیماری‌های گرمسیری و بهداشت از دانشکده بهداشت و بیماری‌های گرمسیری لندن و بلافاصله در سال بعد با طی دوره انگل‌شناسی و حشره‌شناسی عملی، دیپلم این دوره را در سال ۱۳۴۱ از دانشگاه لندن کسب و سپس به کشور مراجعت نمودند. دکتر ندیم در سال ۱۳۴۸ برای گرفتن تخصص در رشته اپیدمیولوژی به آمریکا عزیمت کرد و یک دوره در آنجا به تحصیل پرداخت.
مرحوم دکتر انصاری، آقای دکتر مفیدی، آقای دکتر فقیه و آقای دکتر حاجیان از اساتید ابوالحسن ندیم بوده‌اند.

## وقایع میانسالی
ابوالحسن ندیم در ادامه، تحصیلات خود در سال ۱۳۴۰ ادامه داد. ایشان در این هنگام ریاست درمانگاهی گروه انگل‌شناسی دانشکده پزشکی دانشگاه تهران را عهده‌دار بود. مشاغل و سمتهای مورد تصدی: ابوالحسن ندیم پس اخذ دیپلم دوره‌های انگل‌شناسی و حشره‌شناسی عملی، از دانشگاه لندن در سال ۱۳۴۱ به ایران مراجعت کرد. در همین سال موفق به کسب رتبه دانشیاری در رشته انگل‌شناسی دانشکده پزشکی دانشگاه تهران شد. در این هنگام مسئولیت دفتر تحقیق دانشکده بهداشت و انستیتو تحقیقات بهداشتی را عهده‌دار بود و از سال بعد یعنی از سال ۱۳۴۲ به عنوان مسئول اپیدمیولوژی ایستگاه تحقیقات پزشکی اصفهان به فعالیت خود ادامه داد. در سال ۱۳۴۳ ایشان رتبه دانشیاری بهداشت عمومی از گروه علوم بهداشتی دانشگاه تهران گرفت و در سال ۱۳۴۵ رتبه دانشیاری اپیدمیولوژی دانشکده بهداشت دانشگاه تهران را به دست آورد. دکتر ندیم در سال ۱۳۴۸ به افتخار استادی اپیدمیولوژی از دانشکده بهداشت دانشگاه تهران نائل آمد. استاد ندیم از سال ۱۳۵۰ سمت معاونت دانشکده بهداشت و انستیتو تحقیقات بهداشتی را عهده‌دار شدند. سپس کار خود را به عنوان ریاست دانشکده بهداشت و انستیتو تحقیقات بهداشتی آغاز نموده و تا هفت سال به این خدمت ادامه داد. ندیم از سال ۱۳۶۴ تا ۱۳۶۷ به عنوان مشاور منطقه‌ای ارتقاء تحقیقات بهداشتی و مشاور منطقه‌ای بیماری‌های گرمسیری، دفتر منطقه‌ای سازمان جهانی بهداشت در اسکندریه مشغول بوده و یکسال بعد از خاتمه این همکاری، یعنی در سال ۱۳۶۸ به عنوان اپیدمیولوژیست مرکز بهداشت بین‌المللی با دانشگاه پزشکی تگزاس در گالوستون همکاری نمود.
سایر همکاری‌هایش با سازمان بهداشت جهانی به شرح زیر است: عضو گروه علمی مبارزه با ناقلین (یک هفته) ژنو ۱۳۵۰ مشاور در مسائل بهداشت عمومی (دو هفته) خارطوم – سودان ۱۳۵۱ مشاور برای کنترل لیشمانیوز جلدی (یک ماه) کابل – افغانستان ۱۳۵۱ مشاور برای انگل‌شناسی پزشکی (۶ هفته) خارطوم – سودان ۱۳۵۲ عضو گروه اعزامی برای بیماری‌های مشترک انسان و دام (۴ هفته) برزیل – آرژانتین – آمریکا – سوئیس ۱۳۵۴ مشاور برای کنترل لیشمانیوز جلدی (۲ ماه) عربستان سعودی ۱۳۵۵ مشاور برای کنترل لیشمانیوز جلدی (۲ ماه) افغانستان ۱۳۵۵ مشاور برای تأیید ریشه‌کنی پیوک (یک ماه) پاکستان ۱۳۷۴ مشاور برای برگزاری کارگاه روش تحقیق (سه هفته) عدن – یمن ۱۳۷۴ مشاور برای تأیید ریشه‌کنی پیوک (سه هفته) مصر ۱۳۷۶ مشاور برای تأیید ریشه‌کنی پیوک (چهار هفته) هندوستان ۱۳۷۸ استاد ندیم از سال ۱۳۵۵ با عضویت در گروه تقویت امکانات تحقیقاتی، همکاری‌های اختصاصی خود را با برنامه‌مخصوص آموزش و تحقیق بیماری‌های گرمسیری آغاز نمودند. سپس به مدت ۱۹ سال، یعنی تا سال ۱۳۷۴ فعالیت‌های خود را در این برنامه به صورت عضو گروه هدایت کننده تحقیقات لیشمانیوز، رئیس گروه اپیدمیولوژی لیشمانیوز، عضو گروه تحقیقات صحرایی مالاریا و عضو گروه تقویت امکانات تحقیقات ادامه داد.

## عضویت در انجمن‌ها و کمیسیون‌ها
1. عضویت و سپس ریاست انجمن بهداشت ایران از سال ۱۳۵۵ تاکنون
2. عضویت فدراسیون بین‌المللی انجمن‌های بهداشت از سال ۱۳۶۸ تاکنون
3. عضویت فدراسیون بین‌المللی بیماری‌های گرمسیری و مالاریا (نماینده کشور ایران) از سال ۱۳۶۷ تا ۱۳۷۳
4. عضویت کمیسیون بین‌المللی تأیید ریشه‌کنی انکونکولوز در دنیا از سال ۱۳۷۳ تاکنون
5. ریاست انجمن اپیدمیولوژیست‌های ایران از بدوتاسیس تاکنون
6. سردبیر مجله تخصصی اپیدمیولوژی ایران از بدو شروع به کار تاکنون

دکتر ندیم در سال ۱۳۶۹ همکاری خود را به عنوان عضو پیوسته فرهنگستان علوم پزشکی آغاز نمود و هم‌اکنون به عنوان ریاست گروه علوم بهداشتی و تغذیه مشغول فعالیت می‌باشد.
در سال ۱۳۸۸ کتاب انگل لیشمانیا و لیشمانیوز تألیف دکتر ندیم ناشر انتشارات دانشگاه تهران در مراسم هفته پژوهش بعنوان بهترین کتاب سال در زمینه بهداشت شناخته شد.